# Први поход на Чошу
Први поход на Чошу (јап. 第一次長州征討) била је војна интервенција од стране Токугава шогуната против области Чошу као одговор за напад Чошуа на царску палату у догађају познат као Кинмон инцидент. Први поход је започео 1. септембра 1864. године.
У конфликту је учествовао и округ Сацума (заједно са округом Аизу), крајем 1864. године и то на страни Токугава шогуната. Иако је област Сацума искористила ову прилику да ослаби свог традиционалног ривала Чошу, убрзо је схватила намере бакуфуа да прво уништи снаге Чошуа а онда и да неутрализује област Сацума. Због овог разлога Саиго Такамори, који је био један од команданта шогунове војске, предложио је да избегну даље ратовање и крвопролиће тако што ће казнити само вође одговорне за напад на царску палату, наређењем да изврше сепуку. Чошу је предлог прихватио па се цео поход завршио без борбе где је победу однео бакуфу.